# Acquapendente
Acquapendente is een gemeente in de Italiaanse provincie Viterbo (regio Latium) en telt 5771 inwoners (31-12-2004). De oppervlakte bedraagt 130,4 km², de bevolkingsdichtheid is 48,12 inwoners per km².
De volgende frazioni maken deel uit van de gemeente: Torre Alfina; Trevinano.

## Demografie
Acquapendente telt ongeveer 2513 huishoudens. Het aantal inwoners daalde in de periode 1991-2001 met 1,7% volgens cijfers uit de tienjaarlijkse volkstellingen van ISTAT.
| Jaar | Inwoneraantal |
| ---- | ------------- |
| 1991 | 5886          |
| 2001 | 5788          |

## Geografie
De gemeente ligt op ongeveer 420 m boven zeeniveau.
Acquapendente grenst aan de volgende gemeenten: Allerona (TR), Castel Giorgio (TR), Castel Viscardo (TR), Grotte di Castro, Onano, Proceno, San Casciano dei Bagni (SI), San Lorenzo Nuovo, Sorano (GR).
Door Acquapendente loopt zowel de beroemde Via Cassia, als de Via Francigena.

## Geschiedenis
In het gebied van het huidige Acquapendente waren reeds in de Etruskische tijd nederzettingen, zoals uit archeologische opgravingen is gebleken. Het eerste historische document van de moderne stad gaat terug naar de negende eeuw waarin sprake is van een plaats Farida of Arisa langs de Via Francigena. Een document van keizer Otto I uit 964 noemt voor het eerst de naam Acquapendentem wat 'hangend water' betekent naar de watervalletjes in de rivier de Paglia tussen Lazio en Toscane.
in 1449 werd Acquapendente een zelfstandig centrum in de Pauselijke Staat. Na de complete verwoesting van het nabij gelegen Castro (Latium) op bevel van paus Innocentius X werd Acquapendente een bisdom dat mede het gebied van Castro omvatte. De basiliek van het Heilig Graf waarin zich een crypte bevindt uit de tiende eeuw, werd kathedraal. In 1986 ging het diocees Acquapendente op in het bisdom Viterbo. De kathedraal werd co-kathedraal van het bisdom Viterbo.

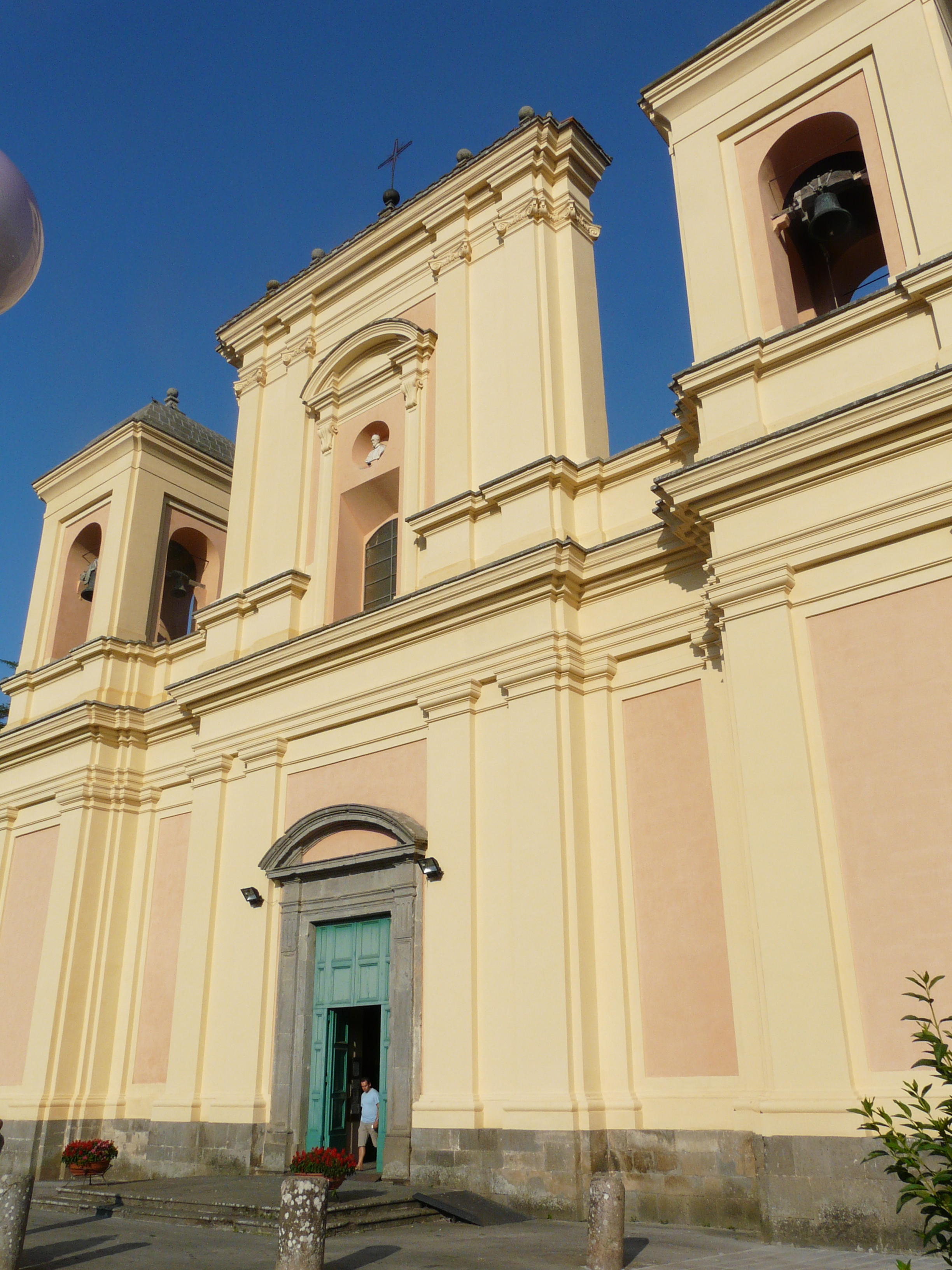
West zijde Heilig Graf Kathedraal

In de jaren na de Franse Revolutie was Acquapendente een van de eerste steden die een autonome republikeinse orde vestigde (met vrije verkiezingen). In de negentiende eeuw liet Acquapendente een krachtig economisch en cultureel herstel zien, vooral na de annexatie bij het koninkrijk Italië, toen ook tal van publieke gebouwen zoals een gemeentehuis, een districtsgevangenis en een hospitaal tot stand kwamen. Thans is de gemeente ook een centrum van tuin- en wijnbouw.

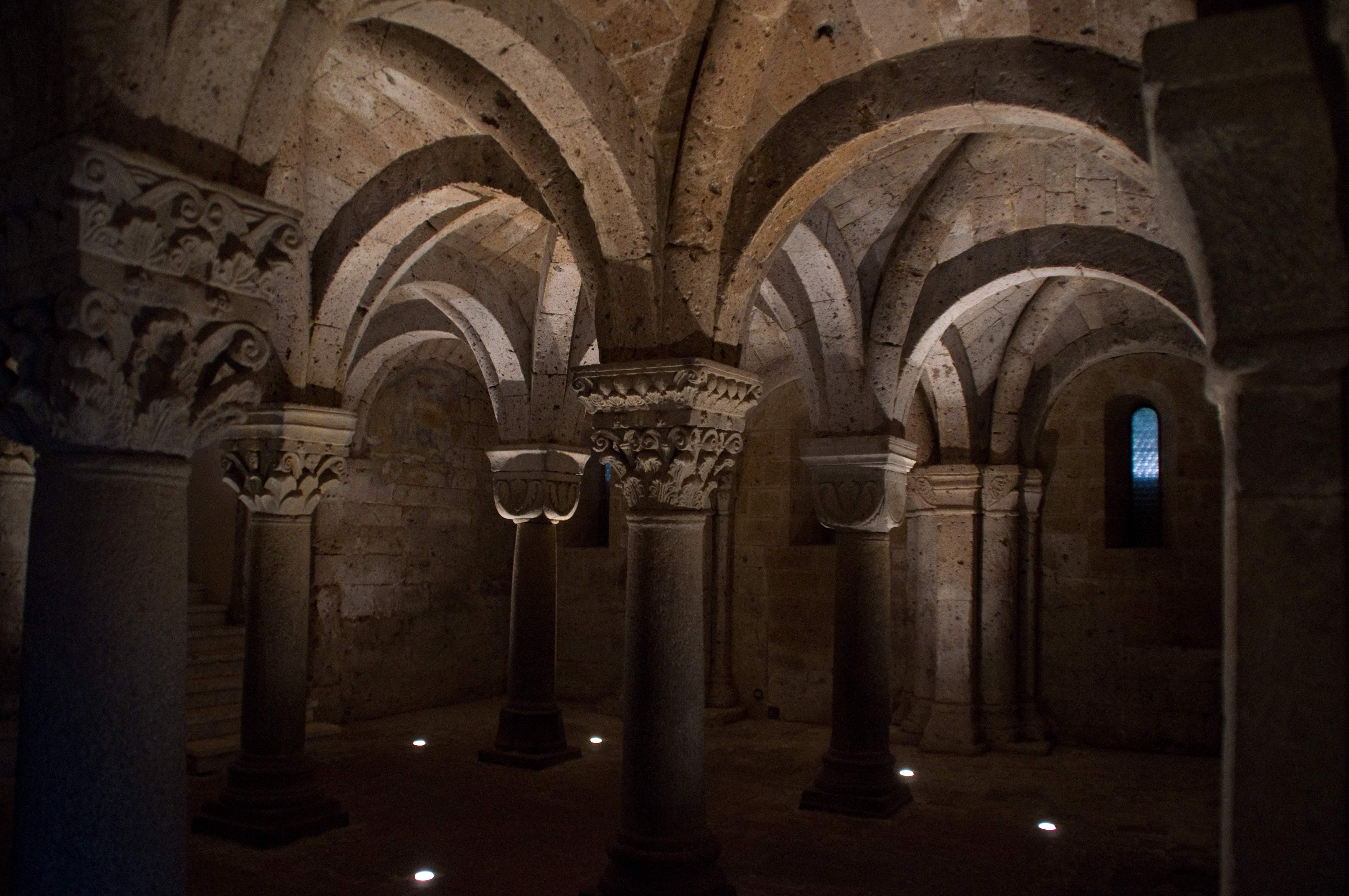
Crypte in de Heilig Graf Kathedraal/Basiliek

## Impressie

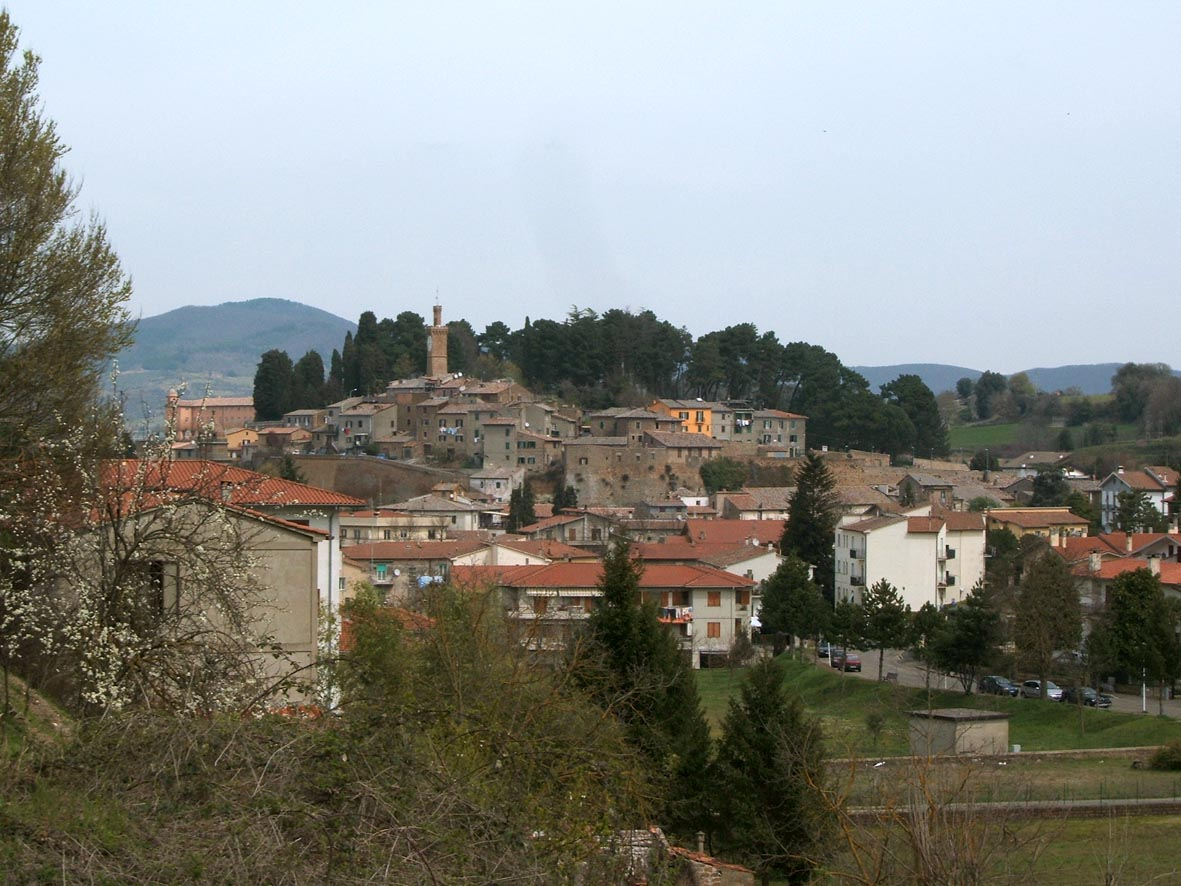
Acquapendente
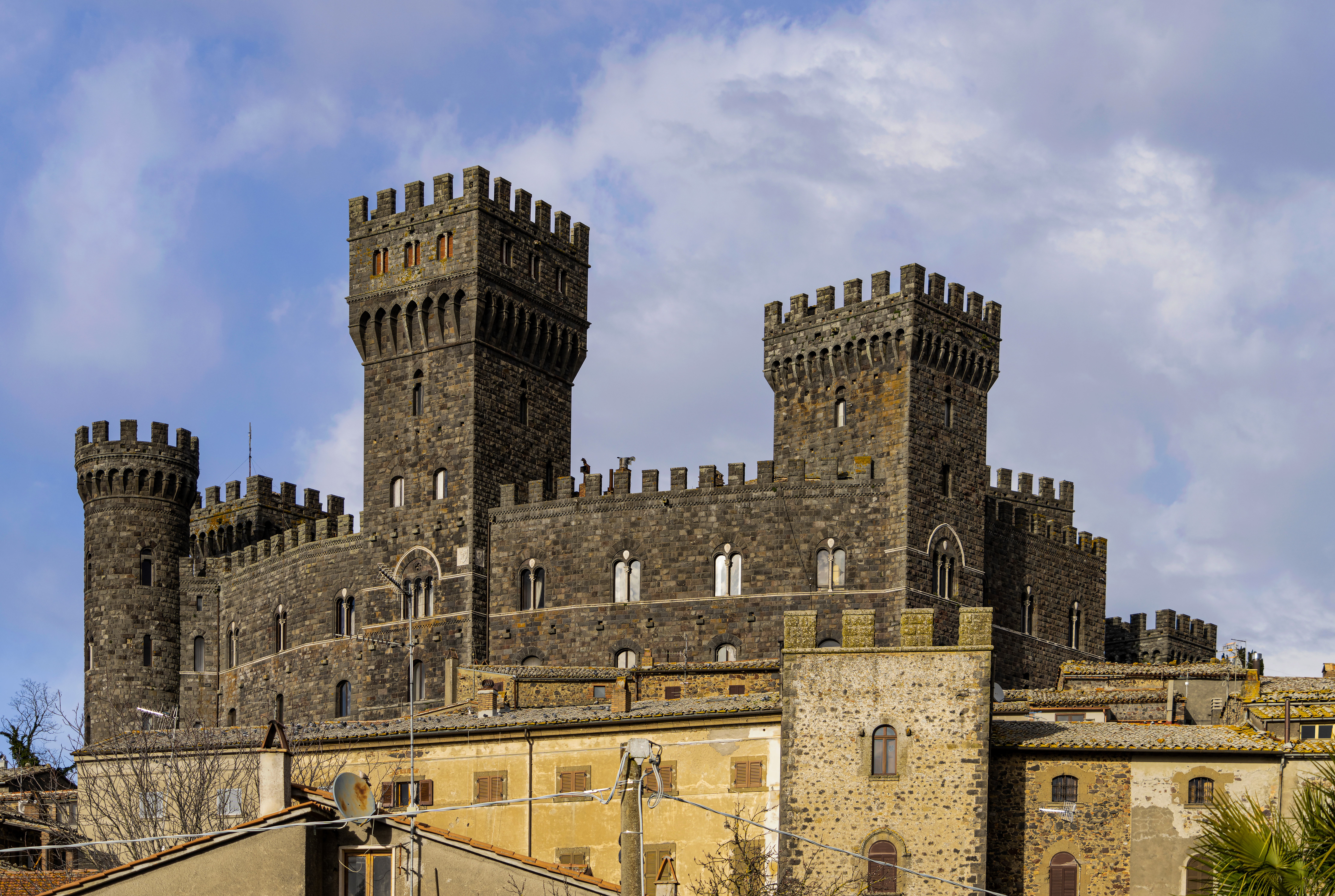
Torre Alfina
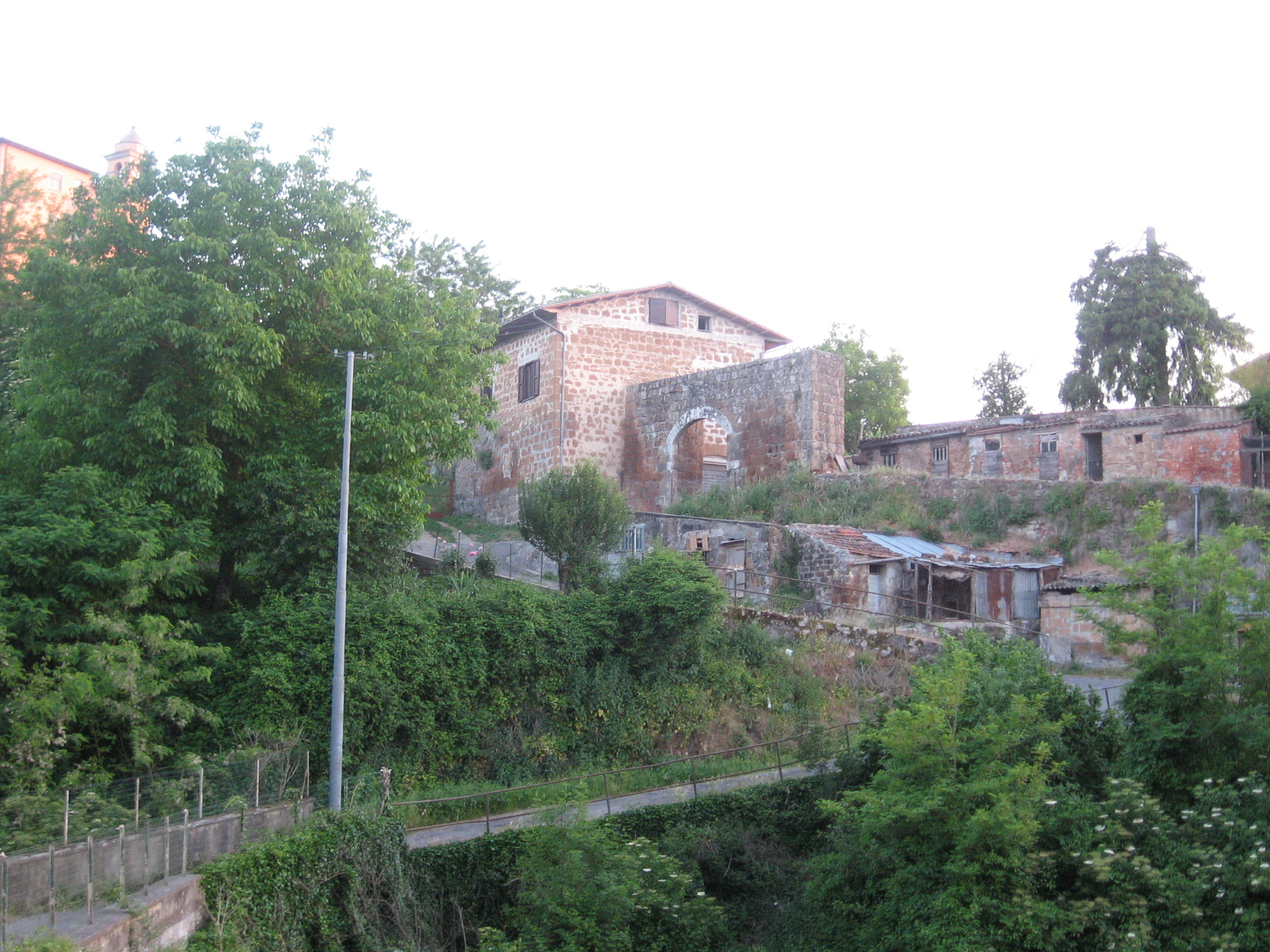
San Leonardo